# Chatky (rejon samborski)
Chatky (ukr. Хатки) – wieś na Ukrainie, w obwodzie lwowskim, w rejonie samborskim, w hromadzie Raliwka, w zakolu Dniestru. W 2021 roku liczyła 17 mieszkańców.